# Kamniška koča na Kamniškem sedlu
Kamniška koča na Kamniškem sedlu (pol. Schronisko Kamnickie na Przełęczy Kamnickiej) – słoweńskie schronisko turystyczne w Alpach Kamnickich, które znajduje się tuż pod przełęczą nazwaną po słoweńsku Kamniško sedlo („Przełęcz Kamnicka”, 1903 m), którą na zachodzie ogranicza ściana Brany, na wschodzie zaś Planjava. Ku południu łagodnie obniża ku górnej części doliny Kamniškiej Bistricy, na północy zaś stromo opada do Logarskiej Doliny.

## Opis
Pierwotne schronisko zostało otwarte 12 sierpnia 1906, nowe zaś wybudowano na fundamentach starego 23 lipca 1983. Schronisko, które jest otwarte w rozszerzonym sezonie letnim, ma też pokój zimowy. Dla lepszego widoku trzeba się wspiąć na oddaloną o trzy minuty przełęcz, z której widać Logarską dolinę, a w jej górnej części wodospad Rinka ze swoim Orlovim gnezdem (Orlim Gniazdem). Można stamtąd zobaczyć również Mrzlą gorę, Branę i Planjavę. Do schroniska, które jest położone na trasie Słoweńskiego Szlaku Górskiego, prowadzi towarowa kolejka linowa, która służy do przewozu jedzenia i innych przedmiotów, potrzebnych dla utrzymania schroniska.

## Dostęp
- 3,30 h: ze schroniska w Kamniškiej Bistricy (601 m)
- 1,30 h: z Frischaufovego domu na Okrešlju (1396 m)
- 1,45 h: z Suhadolnika (ok. 850 m)

## Sąsiednie obiekty turystyczne
- 6 h: do Cojzovego schroniska na Kokrskiej Przełęczy (1793 m) przez Turską gorę
- 3 h: do Kocbekovego domu na Korošici (1808 m) pod Planjavą
- 1,30 h: Brana (2252 m)
- 2 h: Planjava (2394 m)
- 4 h: Ojstrica (2350 m) pod Planjavą, przez Škarje
- 2,30 h: Turska gora (2251 m)